# Anni Krahnstöver

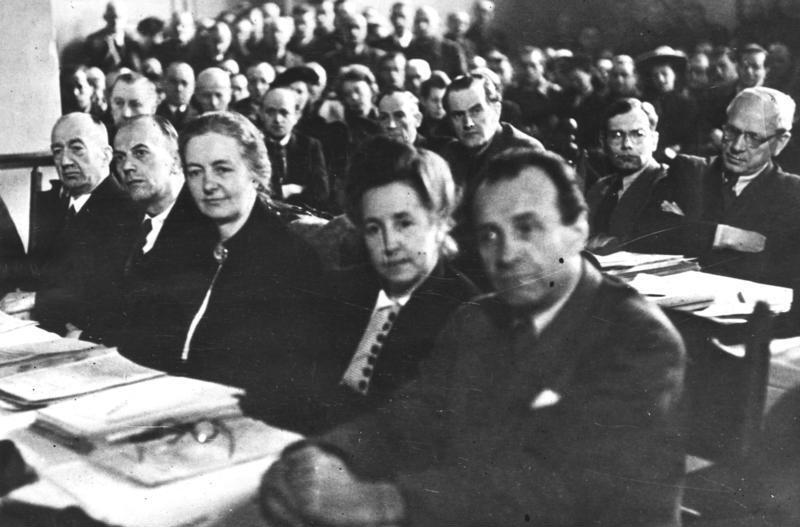
In der Mitte Frau Krahnstöver 1948

Anni Krahnstöver, geborene Leffler, (* 4. Juni 1904 in Kiel; † 27. Juli 1961 in Bonn) war eine deutsche Politikerin der SPD.

## Leben
Anni Krahnstöver trat 1920 der Sozialistischen Arbeiterjugend bei. Sie war als Kontoristin tätig, später als Parteiangestellte Mitarbeiterin von Louise Schroeder, der damaligen Leiterin des SPD-Frauenreferates Schleswig-Holstein. 1933 machte sie als eine der jüngsten Frauensekretärinnen der SPD in Oppeln (Oberschlesien) für ihre Partei Bezirksfrauenarbeit. Nach 1933 blieb sie, abgesehen von einer kurzen Verhaftung durch die Gestapo, offenbar unbehelligt und trug als Handelsvertreterin zum Lebensunterhalt der Familie bei.
Ausgebombt und im Januar 1945 zwangsevakuiert kehrte sie über ein Flüchtlingslager in der Lüneburger Heide nach Schleswig-Holstein zurück, um dort wieder als Frauensekretärin zu arbeiten. Diese Berufung geschah auf Initiative von Louise Schroeder.
Krahnstöver gehörte 1946/1947 dem zweiten ernannten Landtag von Schleswig-Holstein an und anschließend bis zum 4. Januar 1948 dem ersten gewählten Landtag an. Gleichzeitig war sie 1947/48 Mitglied des Zonenbeirates, dann 1948/49 des Wirtschaftsrates der Bizone. Sie gehörte dem Deutschen Bundestag in dessen erster Legislaturperiode von 1949 bis 1953 als direkt gewählte Abgeordnete des Wahlkreises Pinneberg an. In dieser Zeit wurde sie in den Fraktionsvorstand und in den Bundesparteivorstand der SPD gewählt. Als Sachverständige für Flüchtlings- und Vertriebenenprobleme vertrat sie ihre Fraktion in den entsprechenden Gremien, leitete den Kontrollausschuss für Soforthilfe und gehörte als einzige Frau dem Vermittlungsausschuss zwischen Bundestag und Bundesrat an. Von 1950 bis 1953 war sie stellvertretendes Mitglied der Beratenden Versammlung des Europarates.
Aus erster Ehe hatte Krahnstöver zwei Töchter, die 1928 bzw. 1930 geboren waren. Nach ihrer Scheidung heiratete sie 1953 den SPD-Politiker Wilhelm Mellies. Nach dem Ausscheiden aus dem Parlament arbeitete sie weiterhin im Frauenausschuss der SPD und in der Arbeiterwohlfahrt mit.
Wilhelm Mellies starb 1958. Für Anni Krahnstöver war eine Wiederaufnahme ihrer politischen Karriere nach fünfjähriger Unterbrechung nicht möglich. Bereits drei Jahre später starb sie mit 57 Jahren an einem Herzschlag.